# Pedro Muguruza
Pedro Muguruza Otaño (Madrid, 25 marzo 1893 – Madrid, 3 febbraio 1952) è stato un architetto e politico spagnolo falangista, noto principalmente durante la dittatura di Franco.

## Biografia
Figlio dell'ingegnere Domingo Muguruza Ibargu, intrattenne ottimi rapporti con il Paese Basco. Appassionato seguace dell'Athletic Club, quando era studente di architettura a Madrid ha fondato, insieme a suo fratello Domingo ed altri baschi, la squadra dell'Atlético de Madrid dove ha giocato per cinque stagioni.
Nel 1916 Muguruza diventò architetto e, dopo la guerra civile spagnola, ha ricoperto importanti cariche nel governo del regime dittatoriale di Francisco Franco, di cui venne considerato il principale architetto. Fu direttore generale dell'architettura, quando organizzò, insieme alla Direzione generale delle regioni distrutte, la ricostruzione del dopoguerra. Tra i suoi lavori di questo periodo, spiccano i lavori di ricostruzione della Città universitaria di Madrid e della Valle de los Caídos. Altre opere rilevanti sono i monumenti al Sacro Cuore di Gesù a Bilbao e San Sebastián e la riorganizzazione della stazione di Francia a Barcellona.

## Opere
- Monumento di Francisco Navarro Villoslada (1918), Pamplona
- Case dei pescatori (1939-1946), Hondarribia
- Costruzione di Carlo V (1940-1942), Hondarribia
- Il cuore di Gesù di Bilbao (1921-1925), Bilbao
- Il cuore di Gesù di Donostia (1950), San Sebastián
- Valle de los Caídos (1939-1959), Comunità di Madrid